# Milionia burgersi
Milionia burgersi là một loài bướm đêm trong họ Geometridae.